# Segunda Classe
Segunda classe é um livro de poesia publicado por Antônio Carlos de Brito (cujo pseudônimo é Cacaso), em conjunto com Luis Olavo Fontes. A primeira edição é de 1975. Foi republicado em 2002, junto com a obra poética de Cacaso (intitulada lero-lero) pela Cosac & Naify e pela 7 Letras, como parte da coleção "Ás de coletes", que inclui outras obras do gênero (por exemplo, do poeta Chacal, mencionado nas epígrafes). Traz epígrafes de Chacal, Augusto Ribas Lopes e Oswald de Andrade. A influência deste último é sensível: vários dos poemas relebram o conceito de poema minuto do escritor modernista, conhecido pela economia de linguagem e pelo tom de chiste. Conta com 50 poemas, sendo metade de um autor e metade do outro. A edição original não apontava qualquer tipo de distinção entre estes, mas na edição da obra completa de Cacaso, devido ao fato de ser um livro exclusivamente da obra deste autor, o editor preferiu o recurso de colocar o título dos poemas de Luis Olavo Fontes em itálico, a fim de que os leitores pudessem diferenciar os poemas compostos por cada um deles.

## O livro e suas relações com a geração mimeográfo
Já foi dito que a produção de Cacaso na década de setenta é sintomática da época. O poeta mantinha ligações com vários outros grandes nomes do movimento da poesia marginal (às vezes dita geração mimeógrafo), como, por exemplo, o já mencionado Chacal, Ana Cristina Cesar e Roberto Schwarz, entre outros. De fato, Segunda classe fazia parte de uma coleção chamada Vida de Artista, que incluía um grupo heterogêneo de pessoas ligadas, de alguma forma, à poesia marginal

## Lista de poemas
A lista a seguir se utiliza do referido recurso do editor da obra completa de Cacaso; os poemas de Luis Olavo Fontes seguem indicados em itálico:
- Município;
- Silêncio;
- Utopia;
- Primeiras descobertas;
- Segundas descobertas;
- São Francisco;
- Bicicleta;
- Notícias;
- Jura;
- Papelaria;
- Circo;
- Grão-circo;
- Início das aulas;
- Óbvio;
- Lenços brancos;
- Ave;
- São Francisco;
- Inacabado;
- Perdido;
- Turistas na barca;
- Moda de viola;
- Voracidade do gato;
- Indefinição;
- Antiquário;
- Idade madura;
- Na folha de caderno;
- Retrato;
- Diário;
- Januária nas janelas;
- Januária;
- Berço esplêndido;
- Casa isolada;
- Paraíso perdido;
- Substância;
- Bíblico;
- Constatando;
- Populações;
- Signo;
- Mesmos sertões;
- Carinhanha ao meio dia;
- Mudando o estado;
- Dedicatória;
- Petrolina condenada;
- Caso;
- Juazeiro devasso;
- Mal-informado;
- Corpo a corpo;
- Samba;
- Falta de ritmo;
- Geografia.